# Taufkirchen (powiat Monachium)
Taufkirchen – miejscowość i gmina w Niemczech, w kraju związkowym Bawaria, w rejencji Górna Bawaria, w regionie Monachium, w powiecie Monachium. Leży około 10 km na południe od centrum Monachium, przy autostradzie A8, A995 i linii kolejowej Monachium – Lenggries.

## Demografia
Dane o ludności z 31 grudnia 2008:
| Opis                                | Ogółem | Ogółem | Kobiety | Kobiety | Mężczyźni | Mężczyźni |
| ----------------------------------- | ------ | ------ | ------- | ------- | --------- | --------- |
| Jednostka                           | osób   | %      | osób    | %       | osób      | %         |
| Populacja                           | 17 605 | 100    | 9123    | 51,82   | 8482      | 48,18     |
| Wiek przedprodukcyjny (0–17 lat)    | 3134   | 17,8   | 1509    | 8,57    | 1625      | 9,23      |
| Wiek produkcyjny (18–65 lat)        | 10 275 | 58,36  | 5367    | 30,49   | 4908      | 27,88     |
| Wiek poprodukcyjny (powyżej 65 lat) | 4196   | 23,83  | 2247    | 12,76   | 1949      | 11,07     |

## Polityka
Wójtem gminy jest Jörg Pötke z ILT, poprzednio urząd ten obejmował Eckhard Kalinowski, rada gminy składa się z 24 osób.
|      | CSU | SPD | Zieloni | WUG | ILT | FDP/FWG | UWG | WIB | Razem |
| 2008 | 7   | 5   | 2       | -   | 7   | 1       | 1   | 1   | 24    |
| 2002 | 9   | 6   | 2       | 2   | 4   | 1       | -   | -   | 24    |

## Współpraca
Miejscowości partnerskie:
- Meulan-en-Yvelines, Francja
- Wildau, Brandenburgia